# ایلانا کلاوس
 ایلانا کلاوس (انگلیسی: Ilana Kloss؛ زادهٔ ۲۲ مارس ۱۹۵۶) یک تنیس‌باز اهل آفریقای جنوبی است.
وی همچنین همسر Billie Jean kind تنیس باز معروف است که برابری حقوق زنان و مردان تنیس باز را مدیون وی هستیم 
بیلی جِين نخستين بانوى ورزشكار  أست كه مدال آزادى دريافت  كرد